# Кјузура (Болоња)
Кјузура (итал. Chiusura) је насеље у Италији у округу Болоња, региону Емилија-Ромања.
Према процени из 2011. у насељу је живело 59 становника. Насеље се налази на надморској висини од 31 м.